# Jan Adriaensens
Jan Cesar Adriaensens (* 6. Juni 1932 in Willebroek; † 2. Oktober 2018 in Rumst) war ein belgischer Radrennfahrer.
Jan Adriaensens war Profi-Radrennfahrer von 1952 bis 1961, zuvor war er zwei Jahre Unabhängiger. Als Amateur konnte er eine Etappe der Belgien-Rundfahrt gewinnen. Seine größten Erfolge feierte er bei der Tour de France, bei der er achtmal startete. 1956 trug er drei Etappen lang das Gelbe Trikot und wurde Gesamtdritter, 1957 Neunter, 1958 Vierter und 1959 Siebter der Gesamtwertung. Bei der Tour 1960 trug er vier Tage lang das Trikot des Führenden und wurde erneut Dritter. Bei seinem letzten Start 1961 erreichte er einen zehnten Platz. 1961 siegte er im Eintagesrennen Flèche Hesbignonne-Cras Avernas.
1955 gewann Adriaensens zudem die Marokko-Rundfahrt, 1956 die Vier Tage von Dünkirchen und 1957 die Tessin-Rundfahrt. 1953 siegte er im Etappenrennen Circuit des six Provinces.
Nach seinem Rücktritt vom Radsport eröffnete er einen erfolgreichen Bierhandel.